# Catalans
|  | «Catalana» redirigeix aquí. Vegeu-ne altres significats a «Catalana (desambiguació)». |

Els catalans són una nació europea, pirinenca i mediterrània que té les seves arrels als Pirineus orientals i territoris adjacents. Històricament, es consideren com a catalans els individus de parla catalana que, generalment, són originaris d'algun dels territoris anomenats modernament Països Catalans. A partir del segle xv es va generalitzar l'ús del gentilici de valencià, tant per a la llengua com per als habitants del País Valencià, i molt més tard el gentilici de mallorquí per als oriünds de Mallorca, així perdent-se la unitat del gentilici català i la consciència de col·lectivitat, sobretot a partir de la Guerra de Successió.
Al començament del segle XX el moviment catalanista va propugnar la recuperació de la generalització del gentilici català comú, malgrat la regionalització del gentilici al Principat i de les reticències sorgides en amplis sectors de les Illes Balears i del País Valencià. Acadèmicament es va superar la polèmica sobre el nom de la llengua i de la literatura comunes (català), mentre que en l'àmbit polític determinats sectors intenten (especialment des de la transició democràtica) de promoure la disgregació. Això no obstant, segons el Diccionari de la Llengua Catalana de l'Institut d'Estudis Catalans, català és la persona natural de Catalunya o dels Països Catalans.

## Etimologia
El mot català/-ana és el gentilici de Catalunya. La seva etimologia és incerta i oberta a interpretacions. La teoria més acceptada és que fa referència al terme castlà o catlà, mot que guardaria relació amb el governador d'un castell, en francès chastelain i châtelain, en occità chastelan o castelan (i segons alguns dialectes meridionals, pronunciat "castelà"), en espanyol castellano. Amb l'addició del sufix -ia donaria lloc a les formes llatines de Catalonia i Catalaunia, que significaria terra de castells. D'acord amb aquesta teoria, el terme castellà en seria homòleg. Una altra teoria suggereix que Catalunya prové de "Gotholàndia" és a dir la terra dels gots; de fet, els francs sovint anomenaven el territori català (o fins i tot, la península Ibèrica) com a Gòtia. Altres teories suggereixen que prové d'un mític príncep alemany, Otger Cataló, o del mot laketani, tribu que habitava les terres del que avui són el Vallès i el Barcelonès, i que per influència italiana va evolucionar a katelans i d'aquí a catalans.
La primera referència documental del terme Catalunya apareix en la Liber Maiolichinus de Gestis Pisanorum Illustribus, una epopeia llatina que narra la Croada pisano-catalana de l'any 1113-1114 contra l'emirat de Mayurqa cabdellada per l'arquebisbe de Niça Pere II i el comte Ramon Berenguer III de Barcelona. Aquesta obra fou redactada entre 1115 i 1120 i es refereix al comte de Barcelona com «Dux Catalanensis», al seu territori com a «Catalania», i als seus homes com a «Catalanenses». Malgrat els diversos estudis, es desconeix encara l'etimologia de la paraula «català» i «Catalunya», així com tampoc s'entén perquè apareix primer en un document pisà i no en la pròpia documentació catalana.
Segons una enquesta duta a terme el juny del 2022 de l'enquestadora "Enquestes de Catalunya: #CatalunyaElects" el 60,7% dels ciutadans de Catalunya s'identifiquen nacionalment com a catalans.

## Definició
En definir els catalans, com qualsevol grup humà, cal distingir entre diversos significats en ús:

### Catalans de llei o ciutadans de Catalunya
En un sentit legal i segons la legislació espanyola vigent, els catalans són els residents (empadronats) a la Comunitat Autònoma de Catalunya. Segons l'Enciclopèdia Catalana, els membres de qualsevol grup humà poden ser considerats catalans si tenen el veïnatge administratiu en qualsevol municipi de Catalunya. Però l'Estatut d'Autonomia de Catalunya especifica que, a més d'empadronats, han de tenir la nacionalitat espanyola. Les xifres de la Generalitat de Catalunya indiquen que en 2009 hi havia 6.286.141 censats de nacionalitat espanyola i 7.475.420 censats en total.

#### Estatus jurídic
Jurídicament els catalans tenen la ciutadania o nacionalitat espanyola o francesa i, per tant també la ciutadania europea. Tanmateix, la condició política de catalans únicament és reconeguda oficialment en dos territoris:
- A Catalunya:[15]

Article 7:
1. Gaudeixen de la condició política de catalans o ciutadans de Catalunya els ciutadans espanyols que tenen veïnatge administratiu a Catalunya. Llurs drets polítics s'exerceixen d'acord amb aquest Estatut i les lleis, així com els que emigren i els seus descendents.

- També és reconegut el gentilici català en la Catalunya del Nord.[19][20]

### Naturals del Principat de Catalunya
El DIEC defineix, en primera accepció, els catalans com els "naturals de l'antic Principat i avui comunitat autònoma espanyola de Catalunya". Acadèmies prestigioses d'altres llengües concorden: el Diccionario de la Real Academia Española i l'Enciclopèdia Larousse. El 2009, hi havia 4.664.675 residents nascuts a la Comunitat Autònoma de Catalunya.
Cal considerar que aquesta definició inclou els nascuts a la Catalunya Nord. El seu govern, el Consell General dels Pirineus Orientals, ha declarat que el seu territori és culturalment català, i considera per extensió que els residents d'aquest departament tenen una cultura "alhora francesa i catalana" i els habitants del departament formen part del "poble català". N'hi havia 440.855 censats el 2009, dels quals cal dir que molts no han nascut al departament.
Segons açò, però, són també catalans aquells que han nascut i han emigrat, inclòs l'anomenat "exili català". Vegeu demografia.

### Catalanòfons
Segons la Gran Enciclopèdia Catalana, i en un sentit etnocultural, els catalans són "un poble, de llengua catalana, desenvolupat als Països Catalans". Aquest significat s'ha ampliat històricament i tradicionalment també a totes aquelles persones d'arreu del món que els uneix la llengua i la cultura catalana. Aquest significat identifica, doncs, els catalans com a catalanòfons, allà on visquin. El Diccionari català-valencià-balear també recull aquesta sinonímia entre català i catalanòfon.
Hi ha prop de 9 milions de catalanòfons a tot el món, 7 dels quals tenen el català com a llengua materna.

### Natural dels Països Catalans
Hi ha una quarta definició que recull el diccionari de l'IEC: Natural dels Països Catalans. En aquest sentit, tots els nascuts als Països Catalans són catalans, tant si parlen català com si no. És l'accepció que abasta més població, però també una de problemàtica perquè els límits dels Països Catalans poden incloure o excloure les comarques no-catalanòfones, una variació que donaria 14 milions en el primer cas i 13,4 milions en el segon És també una definició que manca de suport legal i no disposa de la tradició històrica que té l'anterior definició de catalanoparlant.

### Polèmica sobre la sinonímia entre català i catalanòfon
L'ús del gentilici català aplicat als parladors de la llengua allà on visquin es pot observar profusament al llarg de la història, i també es poden trobar alguns d'exemples que indiquen el contrari -però són més tardans-, és a dir, d'una diferenciació entre catalans i parladors de català. Aquest tema ha generat un profund debat, sobretot a partir de la Renaixença catalana. Així el mallorquí Ramon Llull, es designava l'any 1289 de la manera següent: Ego, magister Raymundus Lul, cathalanus; l'any 1299, Jaume II concedia un privilegi extensiu als cathalanorum nació, gens et lingua (catalans de nació, origen i llengua); el 1313, a Pamplona, un religiós mallorquí, difunt, és descrit ...ille cathalanus Romeus patria majoricensi doctissimus. El 1325, Ramon Muntaner escrigué que "són vers catalans e parlen del bell catalanesc del món", parlant dels habitants de l'Horta de Múrcia de parla catalana; el rei Alfons XI de castella, l'any 1334, es referia ...a todos los mercaderes catalanes, de los reyes de Aragon et de Mayorcas; l'any 1417, Anselm Turmeda es definia "de nació catalana i nascut a la ciutat de Mallorca". El valencià Vicent Ferrer fou qualificat com de la "nostra nació" pels consellers de Barcelona el 1456, encara que un dels seus biógrafs més coneguts, el també valencià Francisco Diago, fa una distinció quan, a la pàgina 109 del seu llibre "Historia de la vida y milagros, muerte y discípulos del bienaventurado San Vicente Ferrer", diu que el sant va predicar "en el seu llenguatge valencià (...) en terres on tenen el llenguatge ben diferent del valencià (...)Que cert es que va predicar a Catalunya, Aragó, Andaluzia, Castilla, Portugal, Mallorca, Lombardía (...). Tots el d'aquestes nacions tan diferents enteníen el sant com si els parlara en el seu idioma".
La família Borja, també originària de València, tant pels seus contemporanis italians com per ells mateixos. És força famós um comentari que s'adjudica al cardenal Pietro Bembo, en arribar el primer dels Borja al papat: "Oh Dio, la Chiesa romana in mani dei catalani! " És molt coneguda la descripció del poeta Ausiàs March, definit com a "cavaller valencià de nació catalana" fins i tot a les edicions dels seus llibres impreses al País Valencià; encara, el 1766 el bisbe de Barcelona Josep Climent i Avinent digué que "Casi todos los valencianos somos catalanes en el origen, y con una corta diferencia son unas mismas las costumbres y una misma la lengua".
També es poden trobar al llarg de la història testimonis que demostren una voluntat de diferenciació dels valencians respecte dels catalans, tant en la denominació de l'idioma que parlaven com en el seu nom. Joanot Martorell parlava d'una Llengua valenciana al pròleg de Tirant lo Blanch: «me atrevire expondre: no solament de lengua anglesa en portuguesa. Mas encara de portuguesa en vulgar valenciana: perço que la nació don yo soc natural sen puxa alegrar». De la mateixa manera, Joan Esteve, al seu diccionari Liber Elegantiarum, menciona la valentina lingua.
A l'època moderna, alguns escriptors i ideòlegs lligats al catalanisme han aplicat, i apliquen, el gentilici "català" a tots els catalanoparlants: els valencians, mallorquins, menorquins, eivissencs, andorrans, franjolins, nord-catalans, formenterers i algueresos. Aquesta definició crea una confusió entre català, del Principat de Catalunya i catalanoparlant, que alguns han intentat a superar amb l'ús del gentilici principatí per al primer cas. Tanmateix, l'ús de català aplicat als pobles que habiten els Països Catalans manca cap suport legal i és rebutjat, en alguns casos violentament, per una gran part dels pobles esmentats; fora de Catalunya, només una minoria dels habitants dels territoris catalanoparlants es declaren catalans.

## Demografia

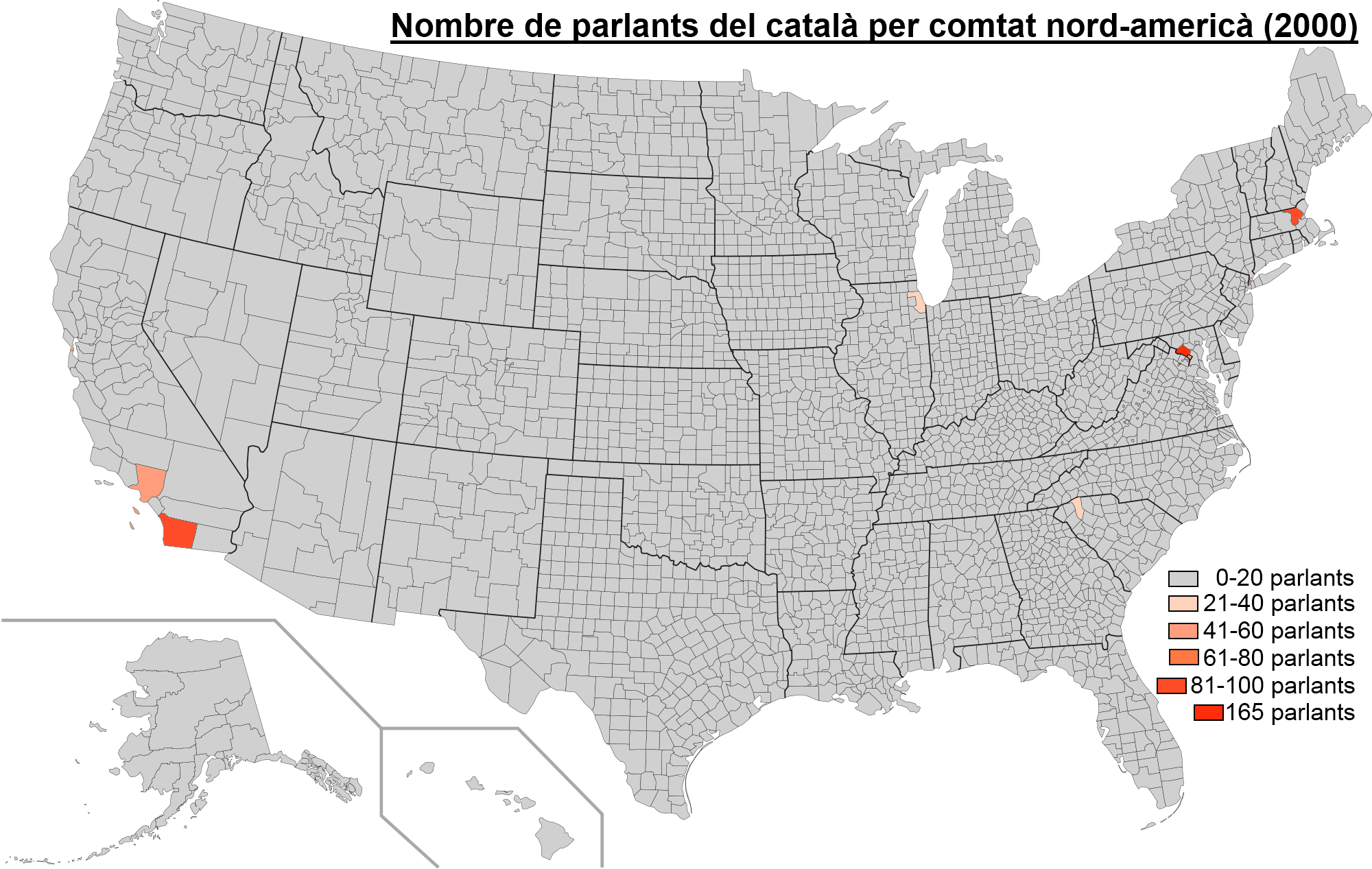
Distribució per comtats estatunidencs dels parlants de la llengua catalana (2000)

No hi ha xifres fiables sobre la demografia dels catalans arreu del món ja que en la major part de censos estatals no es recull el nombre de catalans que hi resideixen (excepte als EUA, on segons el cens de l'any 2000 hi havia 1.738 catalans) i a més no existeix fins ara cap estudi demogràfic dels catalans. Malgrat això, existeixen algunes estimacions aproximades. Els principals nuclis de catalans a l'exterior són París, Madrid, Alemanya i Amèrica Llatina, i la resta de l'Estat Espanyol.
Segons la Fundació Catalunya-Amèrica abans del 1939 emigraren a Amèrica dos-cents mil o tres-cents mil catalans. Quant als exiliats de 1939, i, sobretot d'acord amb les estadístiques dels vaixells que hi dugueren els catalans, i altres fonts, la xifra degué oscil·lar entre dotze mil i divuit mil.
Segons les xifres més inclusives, que compten tant catalanoparlants com ciutadans residents als Països Catalans, n'hi ha 12.471.000 a l'Estat Espanyol, 305.000 a l'Estat Francès, 31.000 a Andorra (en aquest cas es compten els ciutadans andorrans que hi són minoria) i 350.000 més arreu del món. Cal considerar que, malgrat que l'Estatut d'Autonomia catalana els designa la nacionalitat catalana, no tots els habitants de Catalunya es reconeixen com a catalans, tant perquè no parlen català com perquè una part important de la població de Catalunya és d'origen immigrant.
Les dades de les taules següents es basen en la població de llei, i en aquells que se'n declaren.

### Població de llei, segons l'Estatut de Catalunya
Les dades de les taula següent es basen en la població empadronada, segons afirmen l'Estatut.
| Estat           | Població censada                                              |
| --------------- | ------------------------------------------------------------- |
| Regne d'Espanya | 6.286.141 empadronats de Catalunya amb nacionalitat espanyola |

### Població migrant que es declara catalana
Les dades de les taula següent es basen en la població que es declara catalana, i que apareix en el registre de ciutadans catalans a l'estranger.
| Estat                                          | Població migrant |
| ---------------------------------------------- | ---------------- |
| Regne d'Espanya                                | ?                |
| República Francesa                             | 33.903           |
| Principat d'Andorra                            | 14.408           |
| República Argentina                            | 179.000 o 28.062 |
| Estats Units Mexicans                          | 54.000 o 15.254  |
| República Federal d'Alemanya                   | 49.000 o 18.678  |
| República Italiana                             | 22.000 o 4.815   |
| Regne Unit de Gran Bretanya i Irlanda del Nord | 13.907           |
| Confederació Suïssa                            | 13.540           |
| República Federal del Brasil                   | 11.787           |
| República de Xile                              | 8.887            |
| Regne de Bèlgica                               | 8.778            |
| República Bolivariana de Veneçuela             | 5.700 o 11.444   |
| República de Colòmbia                          | 5.583            |
| República del Perú                             | 4.765            |
| Països Baixos                                  | 3.991            |
| República Oriental de l'Uruguai                | 3.614            |
| República Dominicana                           | 2.985            |
| República de Cuba                              | 2.530            |
| Mancomunitat d'Austràlia                       | 2.400            |
| Canadà                                         | 2.188            |
| Estats Units d'Amèrica                         | 1.738 o 15.665   |
| República de l'Equador                         | 850 o 9.067      |

També hi ha presència de catalans i catalanoparlants en altres estats com ara República Democràtica Popular d'Algèria, Regne de Bèlgica, República Federativa de Brasil, República de Xile, República de Colòmbia, República de Cuba, República Dominicana, Confederació Suïssa i República Oriental de l'Uruguai.
Alguns es reuneixen a les anomenades comunitats catalanes de l'exterior, que tradicionalment i popularment són conegudes com a casals catalans, i dels quals n'hi ha quinze a l'Argentina, onze als Estats Units, set a Alemanya, sis a Suïssa, sis a Mèxic, quatre a Xile, quatre a Austràlia, tres a Brasil, tres a l'Equador, tres a Veneçuela, tres a Espanya, tres a Occitània, i cinc als Països Catalans per als que han migrat dins de l'àmbit catalanoparlant.
L'any 2003, la Universitat de Lleida, amb l'adhesió de totes les universitat catalanes, concedí el doctorat honoris causa a l'exili català.
Pel que fa als catalans d'ètnia gitana, el novembre del 2014 es va presentar una tesi doctoral escrita per Eugeni Casanova que demostrava que arreu de França n'hi ha dotzenes de milers que són catalanoparlants, dels quals aquest autor en va localitzar unes 150 comunitats. La gran majoria s'identifiquen com a catalans o gitanos catalans. Van començar a emigrar des de Catalunya a final del segle xviii i van mantenir aquest procés durant tot el XIX i fins a la guerra civil espanyola. La majoria parlen una barreja del dialecte central i el del Rosselló, però també n'hi ha que parlen lleidatà amb aportacions aragoneses.

### Població de catalans com a percentatge dels residents dels Països Catalans
Dins el conjunt d'habitants dels Països Catalans (població 14.157.638 i 13.422.117 sense la vall d'Aran, la Fenolleda i les comarques castellanes del País Valencià), els 7.364.078 catalans del sud en representen el 51,6%, els 5.084.502 de valencians el 35,6%, els 814.275 de mallorquins el 7,7%, els 440.855 de nord-catalans el 3,1%, els 113.908 d'eivissencs l'1%, els 88.434 de menorquins el 0,8%, els 47.686 de franjolins el 0,33%, els 31.363 d'andorrans el 0,22%, els 42.289 d'algueresos el 0,3% i els 670 habitants del Carxe el 0,005%.

## Cultura

### Llengua
L'única llengua materna de la immensa major part dels catalans era, des del segle xiii fins al final del segle xix, el català -l'únic cas excepcional, que trenca aquesta homogeneïtat, seria el dels immigrats occitans que arribaren massivament entre els segles xvi i xvii. A partir de la fi del XIX, A Catalunya, hi hagué una forta immigració hispanòfona d'origen peninsular, fet que ha provocat que actualment el català no sigui la llengua materna majoritària dels catalans. A més, cal afegir que a partir dels anys noranta del segle XX i al començament del segle XXI hi ha hagut una altra immigració originària de ben diversos llocs, sobretot del Magreb, el Senegal, Gàmbia, Amèrica llatina, Àsia i d'alguns llocs d'Europa; nous ciutadans catalans que tenen com a materna una altra llengua.
De les altres vora 300 llengües parlades a Catalunya, les llengües cooficials són les que tenen major pes demogràfic i institucional, en especial l'espanyol i el francès. Hi ha també comunitats importants de parlants de d'urdú, xinès, àrab, amazic, quítxua, wòlof i mandinga. A Espanya, almenys la meitat dels ciutadans catalans són, malgrat conèixer el català, " més aviat hispanòfons". Si al nombre dels que tenen el castellà com a primera llengua, s'hi afegeix tots aquells que el saben parlar, es veu clarament que l'espanyol és la llengua més parlada pels catalans, la qual cosa trenca radicalment amb la situació que hi havia hagut abans. És un signe més, potser el més clar, de la substitució lingüística que té lloc a Catalunya.
La llengua catalana sorgeix del llatí vulgar als comtats catalans a l'edat mitjana (segle VIII i IX) i s'utilitza en els documents oficials de la Corona d'Aragó des del 1212 fins a la seua eliminació pels Borbons en 1716. Tornà a l'oficialitat breument durant la II República Espanyola (1931-1939) i finalment amb la reconstitució de les generalitats catalana i valenciana i la creació del govern balear als anys 70. Amb la cooficialitat a la Franja (1999), la llei de promoció de la cultura de Sardenya del 1997, i la carta en favor del català del 2007 a la Catalunya Nord, la immensa majoria dels territori té la llengua com a oficial o cooficial.
La llengua té un grau d'unitat sintàctica i gramatical mitjà -bé que la fragmentació dialectal es troba en un procés latent i a voltes accelerat-, amb un 90-95% comprensió entre els principals dialectes. La llengua es divideix formalment en dos blocs, l'oriental i l'occidental, que ofereixen flexions verbals distintes a més d'un sistema vocàlic diferenciat. Dins el bloc oriental hi ha els dialectes central, septentrional, balear i l'alguerès. Dins l'occidental, hi ha el català nord-occidental, també malanomenat lleidatà, el tortosí i el valencià. En nombres de parlants, els més parlats són el català central, el valencià i en menor grau, el balear.
L'acceptació de la unitat és en general mitjana, però varia molt segons l'edat, els estudis i el coneixement de la resta del domini lingüístic dels enquestats; l'efecte de discursos segregacionistes als mitjans de comunicació, a l'escola i en la política han tingut un gran efecte; en algunes zones, com a la rodalia de València, Fraga, i en menor grau a Palma, existeix una part majoritària de la societat que nega la unitat de la llengua i defensa l'existència d'una llengua valenciana, balear i d'una de franjolina independents del català.
Els nivells d'alfabetització en català són molt variables segons el territori, amb el nombre més alt (62,3%) a la comunitat autònoma de Catalunya, on tanmateix aquest grau s'ha assolit només des de l'any 1975; en alguns territoris amb una presència del català en l'ensenyament públic i els mitjans de comunicació gairebé inexistent, com la Catalunya Nord (10,6%), la Franja (30,3%), l'Alguer (28,4%), i el Carxe, el nivell és molt més baix; tant el País Valencià (32,5%) com les Illes Balears (46,9%), amb una presència desigual del català a l'escola i als mitjans, el nivell d'alfabetització és igualment desigual.

### Literatura
Ramon Llull, Ramon Muntaner i Joanot Martorell van fer aportacions valuoses a la consolidació de la llengua catalana i a la literatura medieval europea. Jacint Verdaguer, Víctor Català i Joan Maragall, en diferents gèneres, van contribuir decisivament a l'etapa de renaixement cultural del segle xix. El segle xx va ser molt prolífic en talents que encara tenen una àmplia difusió internacional: des de Salvador Espriu i Josep Pla fins a Josep Carner, Mercè Rodoreda, Manuel de Pedrolo, Pere Calders, Jesús Moncada, Pere Gimferrer, Baltasar Porcel, Quim Monzó, Miquel de Palol o Miquel Martí i Pol.
El poble català han estat des de sempre obert a la influència d'altres cultures. Abans de la consolidació del català i la resta de llengües llatines, al territori els cristians escrivien en llatí, els musulmans, en àrab i els jueus, en hebreu. La situació de diglòssia queda reflectida en la quantitat de notables escriptors catalans en altres llengües diferent de la catalana, com ara Eduardo Mendoza, Juan Marsé, Manuel Vázquez Montalbán, Javier Cercas, Enrique Vila-Matas o Carlos Ruiz Zafón.

### Art
El retratista Ramon Casas i el modernista Isidre Nonell van ser precursors de la gran contribució catalana a les avantguardes pictòriques mundials, amb talents rellevants com els surrealistes Salvador Dalí i Joan Miró, els informalistes Antoni Tàpies i Laurent Jiménez-Balaguer o l'expressionista Joan Hernàndez Pijuan. Catalunya va influenciar decisivament genis com Pablo Ruiz Picasso, que va passar una etapa de formació a Barcelona, ciutat que avui acull un dels museus més primordials de l'obra del pintor malagueny. El Museu Picasso, juntament amb el de la Fundació Gala-Dalí a Figueres, es compta entre els museus més visitats de tot Catalunya. Barcelona té, a més, el museu més complet d'art romànic del món, el Museu Nacional d'Art de Catalunya (MNAC), que conté nombrosos frescos, retaules i talles d'esglésies i ermites dels Pirineus.
El modernisme arquitectònic d'Antoni Gaudí, Josep Puig i Cadafalch i Lluís Domènech i Montaner és en l'actualitat un dels principals atractius turístics.

### Música
La música catalana té una de les tradicions musicals més antigues documentades a Europa.

### Teatre
Igualment, Catalunya ha estat pionera en les arts escèniques. Àngel Guimerà va aportar reconeixement internacional a la tradició teatral catalana. També destaquen altres autors com Josep Maria de Sagarra o Santiago Rusiñol. El Teatre Nacional de Catalunya, inaugurat l'any 1997, fa justícia a aquesta tradició de dramaturgs, actors i directors, i s'afegeix al conjunt de recintes culturals simbòlics i històrics com el Liceu, una de les seus operístiques més importants de tot Europa.

### Cinema
i 

### Gastronomia
2. obtingué el premi de millor restaurant del món 5 cops
La cuina dels catalans s'emmarca dins la cuina mediterrània i n'és un exemple típic. Sovint fa referència al menjar de la Catalunya Sud i de la Catalunya del Nord, i de la d'Andorra però alguns autors contemporanis en fan referència per parlar de la gastronomia compartida de tots els Països Catalans.
El primer i més significant receptari català és el Llibre de Sent Soví, de l'any (1324), que compila més de dues-centes receptes medievals.
Catalunya compta amb restaurants que han obtingut el premi de millor restaurant del món com: El celler de Can Roca dels germans Roca (Jordi, Joan i Josep) i el Bulli de Ferran Adrià. Actualment a Catalunya hi han tres restaurants amb 3 estrelles michelin (la màxima distinció per a un restaurant): El Celler de Can Roca, l'ABaC de Jordi Cruz i el Lasarte de Martín Berasategui.

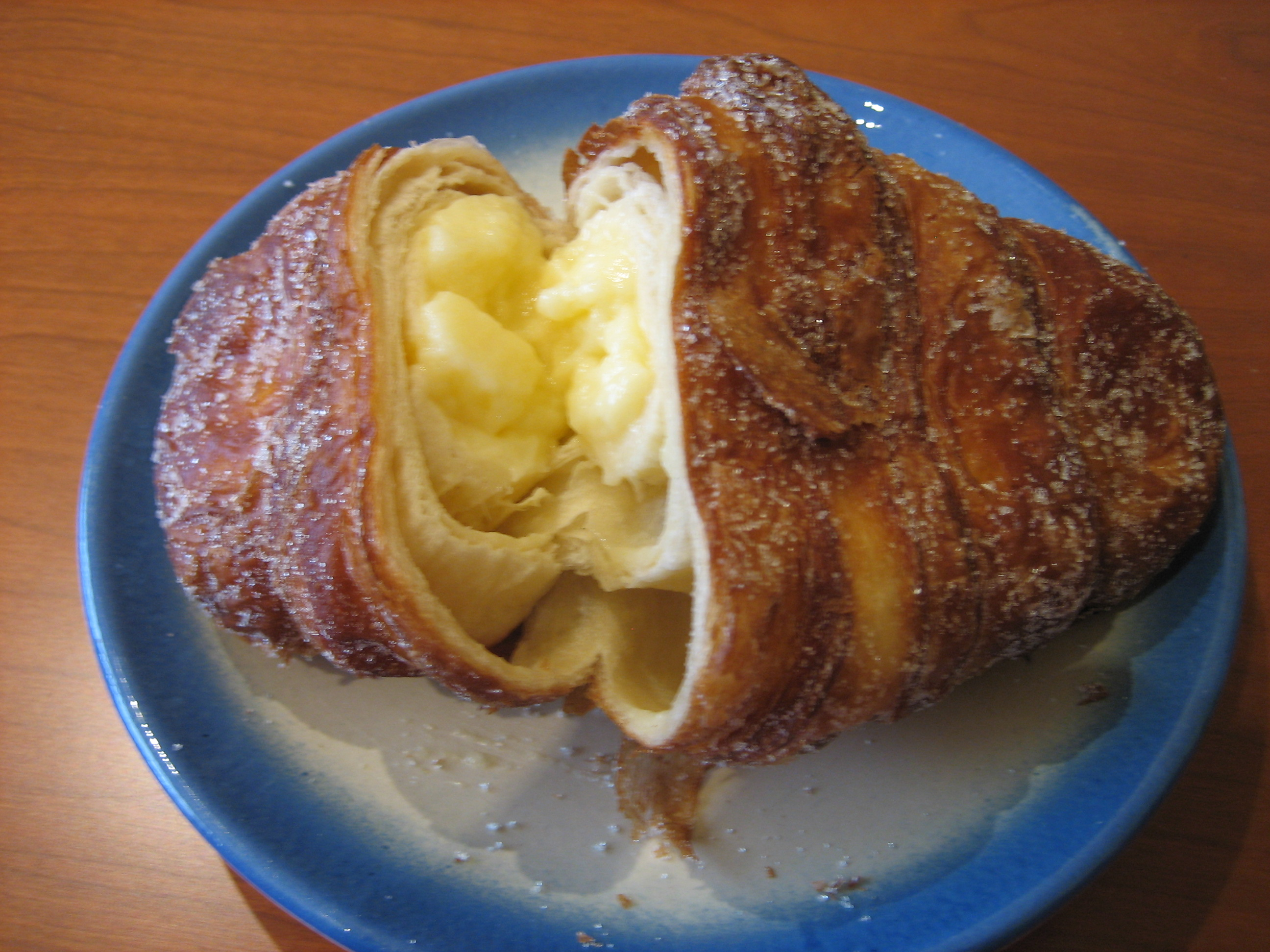
Els catalans tenen una cuina rica, que inclou postres tradicionals com el xuixo.

La gastronomia catalana és molt variada, i rau, com els catalans, entre l'alta muntanya i la riba del mar, i abraça tots els productes que s'hi pot trobar: oli d'oliva, all, pebre vermell, ametlla, julivert, safrà; hortalisses, especialment el tomàquet; llegums; cereals, sobretot l'arròs; fruites; peix i marisc, sobretot el bacallà i la tonyina; carn, aviram i caça, especialment el porc i el xai, i sobretot l'embotit; i altres com els bolets i el mató.
Entre les preparacions a destacar, hi ha la coca, la paella, l'arròs al forn, el pa amb tomàquet i el pa amb oli, l'all-i-oli, la samfaina, el romesco, la maionesa, l'escudella, l'escalivada, l'esqueixada o esgarrat, la fideuà, els bunyols, el suquet de peix, la sobrassada, l'ollada, la calçotada, el torró, els panellets i carquinyolis, els flaons, els caragols a la llauna, l'arrop, la crema catalana, l'ensaïmada, el menjablanc, els fartons, i el xuixo.
Entre les begudes significants, hi ha el cava, l'orxata, les herbes i l'herbero, la pomada i el palo, la mistela, la llet merengada, la xocolatada i el vi.

### Mitologia
L'origen de la mitologia catalana possiblement recollís part de les creences preromanes integrades en el paganisme romà. La cristianització de l'Imperi Romà condemnarien les manifestacions paganes a la clandestinitat. El sorgiment de l'islam importà algunes creences pròpies dels pobles semítics i en generaren força lligades als fets de l'ocupació sarraïna i la contesta militar del Regne Franc (p. ex. cançó de Rotllan). Tot i així, el paganisme persistí amb força a les àrees rurals. Els rituals màgics, les rondalles i llegendes foren una forma d'entendre i transmetre coneixements. A partir de la baixa edat mitjana, els éssers mitològics foren considerats dimonis o bruixes i perseguits per l'església catòlica. El racionalisme dels segles XVII i XVIII els relegà als contes de nens.

### Festes
El foc és l'element més important de les festes tradicionals, la qual cosa hi denota una gran arrel pagana. Les festes del foc tenen una altíssima acceptació entre els catalans, des de la Flama de Canigó fins a les Fogueres d'Alacant i les Falles, celebrades a 90 poblacions del País Valencià.
La memòria històrica és el segon eix de les festes als Països Catalans, on els valencians, mallorquins i catalans es retroben amb la seua data de naixement com a pobles. Això explica la quantitat de festes associades amb la Reconquesta, en especial els Moros i Cristians, que se celebra sobretot al sud del País Valencià, i Lleida, i Mallorca.
Finalment, els espectacles religosos en formen el darrer eix. Entre ells hi ha la Diada de Sant Jordi, i les festes de sant Vicent màrtir i sant Antoni Abad. Les màximes expressions d'aquest element són les processons de la Setmana Santa i les representacions de la Passió. Algunes festes tenen una relació complicada amb el fet religiós, com les carnestoltes i la Dansa de la Mort, o alguns aspectes concrets com el tió de Nadal i el caganer.
Altres elements cabdals de la festa catalana són: el menjar, present a qualsevol festa i especialment, a la matança del porc i les festes de collita; concursos, com els castellers, l'elecció de la festera major i les carrosses; la música, les cançons i les bandes; les colles; les danses o balls; i els animals, especialment els bous i també alguns de mitològics. La Patum de Berga ha estat declarada Patrimoni Immaterial de la Humanitat per la UNESCO.

### Religió
Els catalans són majoritàriament cristians catòlics. El Cristianisme Catòlic ha estat durant molts segles la religió de la pràctica totalitat de la població catalana i ha impregnat molt la llengua, les tradicions i la manera de ser dels catalans. Tanmateix des del segle xx, sobretot d'ençà de l'auge dels moviments republicans majoritaris durant els anys 30 del segle xx, s'hi ha observat una forta tendència a l'abandonament de la pràctica de la religió catòlica.

### Símbols catalans

La Senyera, la bandera de facto del poble català.

A causa de la història, una gran part dels símbols tradicionals de Catalunya coincideixen amb els d'Aragó, València i les Illes Balears. El símbol català més antic és l'escut de Catalunya, un dels emblemes heràldics més antics d'Europa. Segons la llegenda, data del segle ix i hom diu que els Quatre Pals foren el resultat de fer passar quatre dits de Carles el Calb, tacats de sang, sobre l'escut d'or de Guifré el Pelós com a recompensa per haver lluitat valerosament contra els sarraïns.
La Senyera Reial, inspirada en l'escut, és potser el símbol català més representatiu.
Pel que fa als himnes, el dels Segadors representa els principatins; la Balanguera els mallorquins; en el cas dels valencians, l'oficial Himne de l'Exposició conviu amb la Muixeranga com a símbols del país.
Un altre símbol català a destacar és la Diada Nacional de Catalunya, que se celebra l'11 de setembre en commemoració de la caiguda de Barcelona enfront de les tropes borbòniques de Felip V d'Espanya el 1714. En aquestes diades, una proporció dels catalans independentistes i sobiranistes acostumen a sortir al carrer per reivindicar el dret a l'autodeterminació d'aquest territori.

## Catalans il·lustres
- Per als il·lustres d'altres territoris de parla catalana, consulteu nord-catalans il·lustres, andorrans il·lustres, franjolins il·lustres, valencians il·lustres, mallorquins il·lustres, menorquins il·lustres i eivissencs il·lustres.

### Escriptors i artistes
Entre els escriptors catalans més coneguts, n'hi ha de cabdal importància a la literatura catalana, com els històrics Ramon Llull, Ausiàs March, Bernat Desclot, Pere el Cerimoniós, Bernat Metge, Francesc Eiximenis, Jaume March II, Ramon Muntaner; i els escriptors moderns Jacint Verdaguer, Carles Aribau, Narcís Oller i Moragas, Àngel Guimerà, Joan Maragall, Prudenci Bertrana i Comte, Eugeni d'Ors, Josep Carner, Carles Riba, Josep Pla, Mercè Rodoreda, Salvador Espriu, Manuel de Pedrolo, Joan Fuster i Ortells, Terenci Moix, Quim Monzó, etc.
Entre els artistes catalans destacats hi ha els artistes plàstics Ramon Casas i Carbó, Arístides Maillol, Salvador Dalí, Joan Miró, Antoni Tàpies, Laurent Jiménez-Balaguer, Marcel Martí, Fina Rifà i Manel Esparbé i Gasca; les actrius Assumpta Serna i Andrea Guasch; i el pallasso Charlie Rivel.

### Esportistes
Categoria principal: esportistes catalans
Entre els esportistes catalans hi figuren Pep Guardiola, Pau Gasol, Xavi Hernández, Marta Gens i Barberà, Gerard Piqué, Jordi Alba, Cesc Fàbregas, Anna Ventura, Albert Malo, Imma Clopés Gasull, Carles Trullols, Laia Forcadell Arenas, Enric Masip, Laura Pous Tió, Manel Estiarte, Carles Puyol, Akrem Hamdi, Jo Maso, Roger Ramis, Mireia Belmonte, Saúl Craviotto, Marc Gasol, Dani Pedrosa, Bojan Krkic, Marc Márquez, Kilian Jornet, Toni Bou, Laia Sanz, etc.

### Músics
Música clàssica: Isaac Albéniz, Enric Granados, Frederic Mompou, Lluís Millet, Amadeu Vives, Xavier Montsalvatge, Pau Casals… 
En l'àmbit musical contemporani, cal parlar dels cantautors Raimon, Joan Manuel Serrat i Lluís Llach, de compositors com Pascal Comelade i d'intèrprets com Maria del Mar Bonet. En les músiques de l'era pop-rock destaquen Pau Donés (Jarabe de Palo), els Pets, Sopa de Cabra, Sau i, més recentment, els Manel. També cal destacar a Rosalia

### Religiosos
Entre els catalans il·lustres de caràcter religiós figuren Vicenç Ferrer…

### Filòsofs
Entre els catalans filòsofs, destaquen Jaume Balmes, Ramon Sugranyes i de Franch…

### Científics
Entre els científics nord-catalans figura Francesc Joan Domènec Aragó. Entre els catalans del sud Joan Oró, i metges com Josep Trueta i Ignasi Barraquer…

### Polítics
Entre els polítics catalans més destacats, hi ha els presidents de la Generalitat Pau Claris, Francesc Macià, Lluís Companys, Josep Tarradellas, Jordi Pujol, Carles Puigdemont i Pasqual Maragall. A part d'aquests, també podem considerar Manuel Valls o José Figueres.

### Militars
Entre els militars catalans a destacar, figuren Martí Marcó, Antoni de Villaroel, Rafael de Casanova, Francesc de Tamarit, Joan Prim, ...

## Descendents de catalans il·lustres

### Nascuts als Estats Units
- Luis Llorens Torres, (1876 - 1944) dramaturg i polític
- Mary Costa, (1930 -) cantant
- George Rabasa, (1941 -) escriptor
- Luis Fortuño, (1960 -) ex-governador de Puerto Rico
- Maria Canals Barrera, (1966 -) actriu

### Nascuts a l'Uruguai
- Juan Francisco Giró, (1791 - 1863) president de l'Uruguai
- Lorenzo Batlle Grau, (1810 - 1887) president de l'Uruguai
- Francisco Antonino Vidal, (1827 - 1889) president de l'Uruguai
- José Batlle Ordóñez, (1856 - 1929) president de l'Uruguai
- Feliciano Alberto Viera Borges, (1872 - 1927) president de l'Uruguai
- Luis Batlle Berres, (1897 - 1964) president de l'Uruguai
- Jorge Batlle Ibáñez, (1927 -) president de l'Uruguai

### Nascuts a Xile
- Manuel Montt, (1809 - 1880) president de Xile
- Arturo Prat, (1843 - 1879) marí i heroi de Xile
- Jorge Montt, (1845 - 1922) president de Xile
- Pedro Montt, (1849 - 1910) president de Xile

### Nascuts a Cuba
- José Ramón Balaguer Cabrera, (1932 -) actual ministre de sanitat de Cuba
- José Miró Cardona, (1902 - 1974) advocat i professor

### Nascuts a Puerto Rico
- Antonio Rafael Barceló y Martínez
- Salvador Brau y Asencio
- Zenòbia Camprubí i Aymar

### Nascuts a Costa Rica
- José Figueres Ferrer, (1906 - 1990) president de Costa Rica
- José María Figueres, (1954 -) president de Costa Rica

### Nascuts a l'Argentina
- Cosme Argerich, (1758 - 1820) metge

### Nascuts a Colòmbia
- Shakira Isabel Mebarak Ripoll, (1977 -) cantant

### Nascuts a França
- Anaïs Nin, (1903-1977) escriptora